# Distrito de Montreuil
El distrito de Montreuil es un distrito (en francés arrondissement) de Francia, que se localiza en el département Paso de Calais (en francés Pas-de-Calais), de la région Norte-Paso de Calais. Tras la incorporación del cantón de Le Parcq (1 de enero de 2007), cuenta con 8 cantones y 164 comunas.
La capital de un distrito se llama subprefectura (sous-préfecture). Cuando un distrito contiene la prefectura (capital) del departamento, esa prefectura es la capital del distrito, y se comporta tanto como una prefectura como una subprefectura.

## División territorial

### Cantones
Los cantones del distrito de Montreuil son:
1. cantón de Berck
2. cantón de Campagne-lès-Hesdin
3. cantón de Étaples
4. cantón de Fruges
5. cantón de Hesdin
6. cantón de Hucqueliers
7. cantón de Montreuil
8. cantón de Parcq

### Comunas
| 1. Airon-Notre-Dame (62015)           | 2. Airon-Saint-Vaast (62016)        | 3. Aix-en-Ergny (62017)             | 4. Aix-en-Issart (62018)                |
| 5. Alette (62021)                     | 6. Ambricourt (62026)               | 7. Attin (62044)                    | 8. Aubin-Saint-Vaast (62046)            |
| 9. Avesnes (62062)                    | 10. Avondance (62066)               | 11. Beaumerie-Saint-Martin (62094)  | 12. Beaurainville (62100)               |
| 13. Berck (62108)                     | 14. Bernieulles (62116)             | 15. Beussent (62123)                | 16. Beutin (62124)                      |
| 17. Bezinghem (62127)                 | 18. Bimont (62134)                  | 19. Boisjean (62150)                | 20. Boubers-lès-Hesmond (62157)         |
| 21. Bouin-Plumoison (62661)           | 22. Bourthes (62168)                | 23. Brimeux (62177)                 | 24. Brévillers (62175)                  |
| 25. Bréxent-Énocq (62176)             | 26. Buire-le-Sec (62183)            | 27. Bécourt (62102)                 | 28. La Calotterie (62196)               |
| 29. Camiers (62201)                   | 30. Campagne-lès-Boulonnais (62202) | 31. Campagne-lès-Hesdin (62204)     | 32. Campigneulles-les-Grandes (62206)   |
| 33. Campigneulles-les-Petites (62207) | 34. Canlers (62209)                 | 35. Capelle-lès-Hesdin (62212)      | 36. Caumont (62219)                     |
| 37. Cavron-Saint-Martin (62220)       | 38. Chériennes (62222)              | 39. Clenleu (62227)                 | 40. Colline-Beaumont (62231)            |
| 41. Conchil-le-Temple (62233)         | 42. Contes (62236)                  | 43. Cormont (62241)                 | 44. Coupelle-Neuve (62246)              |
| 45. Coupelle-Vieille (62247)          | 46. Crépy (62256)                   | 47. Créquy (62257)                  | 48. Cucq (62261)                        |
| 49. Douriez (62275)                   | 50. Embry (62293)                   | 51. Enquin-sur-Baillons (62296)     | 52. Ergny (62302)                       |
| 53. Estrée (62312)                    | 54. Estréelles (62315)              | 55. Frencq (62354)                  | 56. Fressin (62359)                     |
| 57. Fruges (62364)                    | 58. Gouy-Saint-André (62382)        | 59. Groffliers (62390)              | 60. Guigny (62395)                      |
| 61. Guisy (62398)                     | 62. Herly (62437)                   | 63. Hesdin (62447)                  | 64. Hesmond (62449)                     |
| 65. Hubersent (62460)                 | 66. Huby-Saint-Leu (62461)          | 67. Hucqueliers (62463)             | 68. Humbert (62466)                     |
| 69. Hézecques (62453)                 | 70. Inxent (62472)                  | 71. Labroye (62481)                 | 72. Lebiez (62492)                      |
| 73. Lefaux (62496)                    | 74. Lespinoy (62501)                | 75. La Loge (62521)                 | 76. Loison-sur-Créquoise (62522)        |
| 77. Longvilliers (62527)              | 78. Lugy (62533)                    | 79. Lépine (62499)                  | 80. La Madelaine-sous-Montreuil (62535) |
| 81. Maintenay (62538)                 | 82. Maninghem (62545)               | 83. Marant (62547)                  | 84. Marconne (62549)                    |
| 85. Marconnelle (62550)               | 86. Marenla (62551)                 | 87. Maresquel-Ecquemicourt (62552)  | 88. Maresville (62554)                  |
| 89. Marles-sur-Canche (62556)         | 90. Matringhem (62562)              | 91. Mencas (62565)                  | 92. Merlimont (62571)                   |
| 93. Montcavrel (62585)                | 94. Montreuil (62588)               | 95. Mouriez (62596)                 | 96. Nempont-Saint-Firmin (62602)        |
| 97. Neuville-sous-Montreuil (62610)   | 98. Offin (62635)                   | 99. Parenty (62648)                 | 100. Planques (62659)                   |
| 101. Preures (62670)                  | 102. Quilen (62682)                 | 103. Radinghem (62685)              | 104. Rang-du-Fliers (62688)             |
| 105. Raye-sur-Authie (62690)          | 106. Recques-sur-Course (62698)     | 107. Regnauville (62700)            | 108. Rimboval (62710)                   |
| 109. Roussent (62723)                 | 110. Royon (62725)                  | 111. Ruisseauville (62726)          | 112. Rumilly (62729)                    |
| 113. Sains-lès-Fressin (62738)        | 114. Saint-Aubin (62742)            | 115. Saint-Denœux (62745)           | 116. Saint-Josse (62752)                |
| 117. Saint-Michel-sous-Bois (62762)   | 118. Saint-Rémy-au-Bois (62768)     | 119. Sainte-Austreberthe (62743)    | 120. Saulchoy (62783)                   |
| 121. Sempy (62787)                    | 122. Senlis (62790)                 | 123. Sorrus (62799)                 | 124. Tigny-Noyelle (62815)              |
| 125. Torcy (62823)                    | 126. Tortefontaine (62824)          | 127. Le Touquet-Paris-Plage (62826) | 128. Tubersent (62832)                  |
| 129. Verchin (62843)                  | 130. Verchocq (62844)               | 131. Verton (62849)                 | 132. Vincly (62862)                     |
| 133. Waben (62866)                    | 134. Wailly-Beaucamp (62870)        | 135. Wambercourt (62871)            | 136. Wicquinghem (62886)                |
| 137. Widehem (62887)                  | 138. Zoteux (62903)                 | 139. Écuires (62289)                | 140. Étaples (62318)                    |